# Santa Rita do Sapucaí (gemeente)
Santa Rita do Sapucai is een gemeente in de Braziliaanse deelstaat Minas Gerais. De gemeente telt 36.150 inwoners (schatting 2009).

## Aangrenzende gemeenten
De gemeente grenst aan Cachoeira de Minas, Careaçu, Natércia, Pedralva, Piranguinho, Pouso Alegre, São José do Alegre en São Sebastião da Bela Vista.

## Verkeer en vervoer
De plaats ligt aan de weg BR-459 en zes kilometer westelijker ligt de MG-173.

## Geboren
- Robert Kenedy Nunes do Nascimento (1996), voetballer